# Stizocera longicollis
Stizocera longicollis är en skalbaggsart som beskrevs av Dmytro Zajciw 1963. Stizocera longicollis ingår i släktet Stizocera och familjen långhorningar. Inga underarter finns listade i Catalogue of Life.